# Шангалинский сельсовет
Шангалинский сельсовет —  упразднённое сельское поселение в Петровском районе Ставропольского края Российской Федерации.
Административный центр — село Шангала.

## География
Территория муниципального образования находится в степной зоне.
Расстояние от административного центра муниципального образования до районного центра — 42 км; расстояние до краевого центра — 120 км. Ближайшая железнодорожная станция находится в районном центре, ближайший аэропорт — Международный аэропорт Ставрополь.

## История
Статус и границы сельского поселения установлены Законом Ставропольского края от 4 октября 2004 года № 88-кз «О наделении муниципальных образований Ставропольского края статусом городского, сельского поселения, городского округа, муниципального района».
С 1 мая 2017 года все муниципальные образования Петровского района объединены Петровский городской округ.

## Население
| 1989  | 2002  | 2010  | 2011  | 2012  |
| ----- | ----- | ----- | ----- | ----- |
| 1852  | ↗2091 | ↘1775 | ↘1768 | ↘1724 |
| 2013  | 2014  | 2015  | 2016  | 2017  |
| ↘1696 | ↘1656 | ↘1633 | ↘1599 | ↘1598 |

### Национальный состав
По итогам переписи населения 2010 года проживали следующие национальности (национальности менее 1 %, см. в сноске к строке "Другие"):
| Национальность | Численность | Процент |
| -------------- | ----------- | ------- |
| Русские        | 1721        | 96,96   |
| Другие         | 54          | 3,04    |
| Итого          | 1775        | 100,00  |

## Состав сельского поселения
До упразднения муниципального образования в состав его территории входили 2 населённых пункта:
| № | Населённый пункт | Тип населённого пункта       | Население |
| - | ---------------- | ---------------------------- | --------- |
| 1 | Мартыновка       | село                         | ↘290      |
| 2 | Шангала          | село, административный центр | ↘1271     |

## Местное самоуправление
Главы сельсовета
- Чернобай Сергей Васильевич[1].